# The Stones in the Park
'The Stones in the Park' is een tv-registratie van het concert dat de Engelse band The Rolling Stones op 5 juli 1969 gaf in het Londense Hyde Park. Het gratis concert werd naar schatting door minstens 250.000 mensen bezocht. Er speelden nog diverse andere bands als voorprogramma (waaronder King Crimson), maar deze worden in de documentaire niet getoond.  

## Historie
Het concert werd opgedragen aan de twee dagen daarvoor overleden gitarist Brian Jones, die onder mysterieuze omstandigheden verdronk in zijn eigen zwembad. Jones was enkele weken daarvoor door de overige bandleden wegens zijn excessieve drugsgebruik en creatieve meningsverschillen al ontslagen. Op 7 juni 1969 was Mick Jagger aanwezig bij het gratis optreden van Blind Faith, ook in Hyde Park. Deze nieuwe groep van onder anderen Steve Winwood en Ginger Baker (ex-Cream) wilde zichzelf voorstellen aan een groot publiek. Dat bracht Jagger op een idee. Het gratis concert in Hyde Park was gepland om de wereld kennis te laten maken met Jones' opvolger Mick Taylor en het nieuwe geluid van de band, die, na enkele meer psychedelische experimenten, onder leiding van producer Jimmy Miller terugkeerde naar stevige rock, blues, soul en country. 
Mick Jagger startte het concert met het reciteren van twee stanzas uit een bekend gedicht van Percy Bysshe Shelley (Adonaïs, een elegie op de dood van Keats) voor Brian Jones, waarna er enkele duizenden door de warmte bevangen witte vlinders werden losgelaten. Uit het fragmentarische beeldmateriaal kan worden opgemaakt dat de Stones in ieder geval de nummers Honky Tonk Women, Jumpin' Jack Flash, Street Fighting Man en Sympathy for the Devil ten gehore brachten. Door de hitte, vermeend drugsgebruik, emoties en een slechte podiumversterking klinkt de band rommelig en vals. De middag werd het model voor het catastrofale Altamont Free Concert, een half jaar later, aan het einde van een Amerikaanse tournee.

## Uitgaven
De opnamen van het concert werden oorspronkelijk gemaakt voor een uitzending op het Engelse televisiestation Granada. In de loop der jaren zijn er echter talloze bootlegs en semi-officiële releases van het beeldmateriaal uitgebracht, zowel op VHS als dvd. De kwaliteit van het beeld en geluid is slecht en fragmentarisch. Veel beelden zijn geloopt of lopen niet synchroon met het geluid.